# Geflügel
Geflügel ist der Oberbegriff für alle Vogelarten, die als Nutztiere oder Haustiere gezüchtet werden und zum menschlichen Verzehr geeignet sind. Teilweise wird der Begriff synonym für Haus- oder Nutzgeflügel verwendet, manchmal schließt er auch Federwild, Wildvögel, die gezielt zum Verzehr gejagt werden, mit ein. Je nach Nutzung werden Vögel auch in Wirtschaftsgeflügel, Rassegeflügel und Ziergeflügel oder Fettgeflügel, Magergeflügel und Wildgeflügel unterschieden.

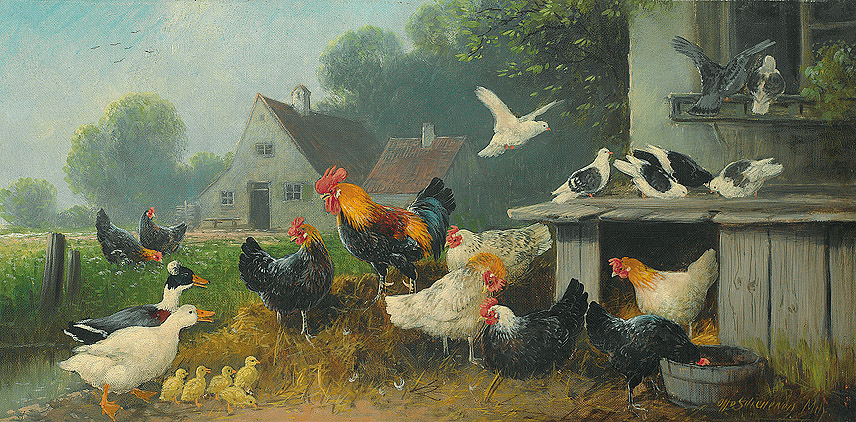
Hühnerhof mit Enten, Tauben, Küken, Hühnern und Hahn auf einem Gemälde von Otto Scheuerer (1862–1934)

## Zoologische Ordnung des Geflügels
Die meisten Geflügelarten gehören zu den Hühner- oder Gänsevögeln und damit zur Großgruppe der Galloanserae. Je nach Systematik werden auch Tauben mit eingeschlossen.
| Geflügel | Geflügel                    | Geflügel                       | Geflügel                         | Geflügel                        | Geflügel                  | Geflügel                       | Geflügel                       | Geflügel                       | Geflügel                    | Geflügel |
| -------- | --------------------------- | ------------------------------ | -------------------------------- | ------------------------------- | ------------------------- | ------------------------------ | ------------------------------ | ------------------------------ | --------------------------- | -------- |
| Klasse   | Vögel (Aves)                | Vögel (Aves)                   | Vögel (Aves)                     | Vögel (Aves)                    | Vögel (Aves)              | Vögel (Aves)                   | Vögel (Aves)                   | Vögel (Aves)                   | Vögel (Aves)                |          |
| Ordnung  | Hühnervögel (Galliformes)   | Hühnervögel (Galliformes)      | Hühnervögel (Galliformes)        | Hühnervögel (Galliformes)       | Gänsevögel (Anseriformes) | Gänsevögel (Anseriformes)      | Gänsevögel (Anseriformes)      | Gänsevögel (Anseriformes)      | Taubenvögel (Columbiformes) |          |
| Familie  | Fasanenartige (Phasianidae) | Fasanenartige (Phasianidae)    | Fasanenartige (Phasianidae)      | Perlhühner (Numididae)          | Entenvögel (Anatidae)     | Entenvögel (Anatidae)          | Entenvögel (Anatidae)          | Entenvögel (Anatidae)          | Tauben (Columbidae)         |          |
| Gattung  | Kammhühner (Gallus)         | Truthühner (Meleagris)         | Erdwachteln (Coturnix)           | Helmperlhühner (Numida)         | Feldgänse (Anser)         | Feldgänse (Anser)              | Eigentliche Enten (Anas)       | Cairina                        | Feldtauben (Columba)        |          |
| Art      | Bankivahuhn (Gallus gallus) | Truthuhn (Meleagris gallopavo) | Japanwachtel (Coturnix japonica) | Helmperlhuhn (Numida meleagris) | Graugans (Anser anser)    | Schwanengans (Anser cygnoides) | Stockente (Anas platyrhynchos) | Moschusente (Cairina moschata) | Felsentaube (Columba livia) |          |

### Hühner

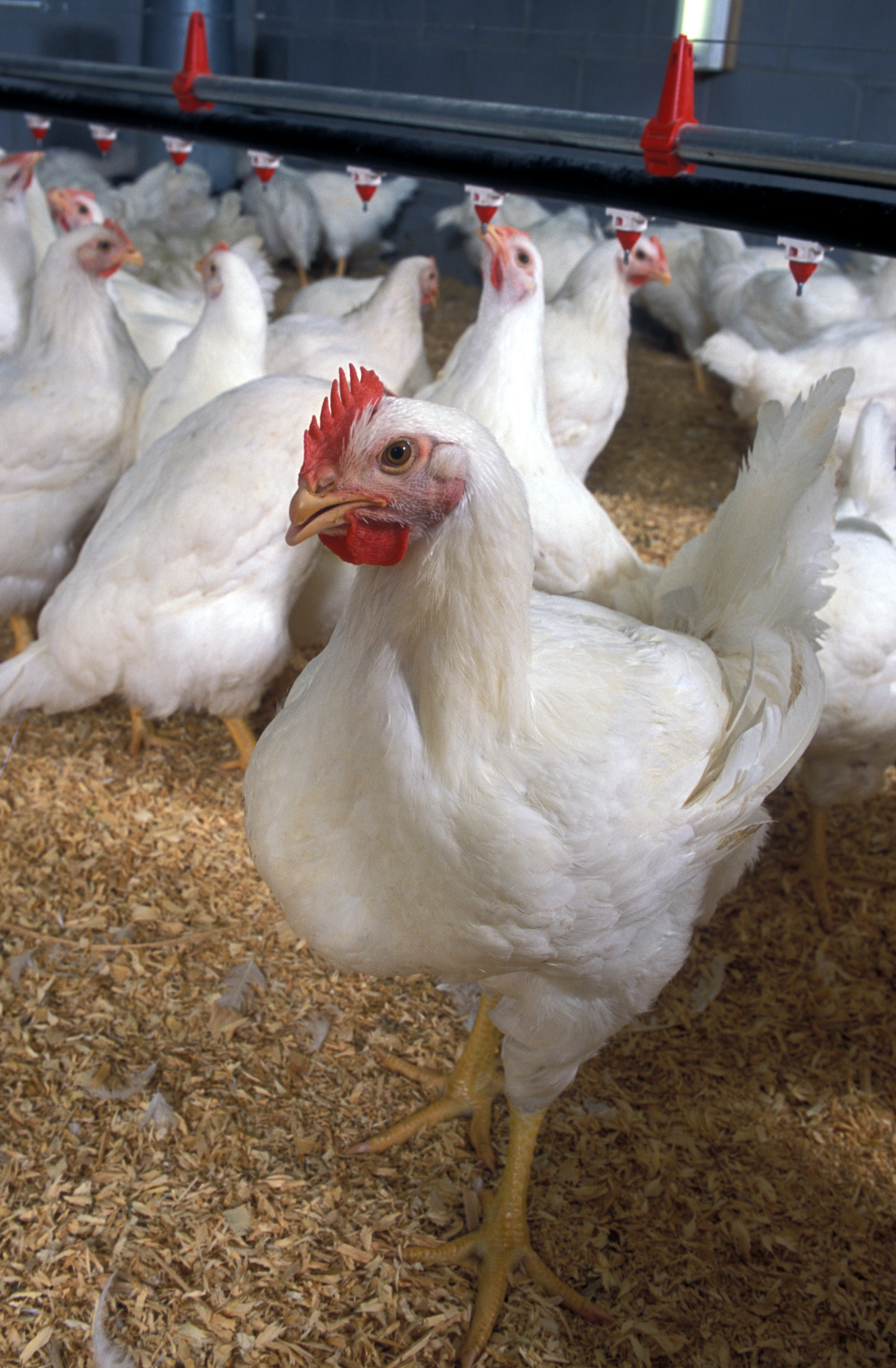
Broiler oder Masthühner

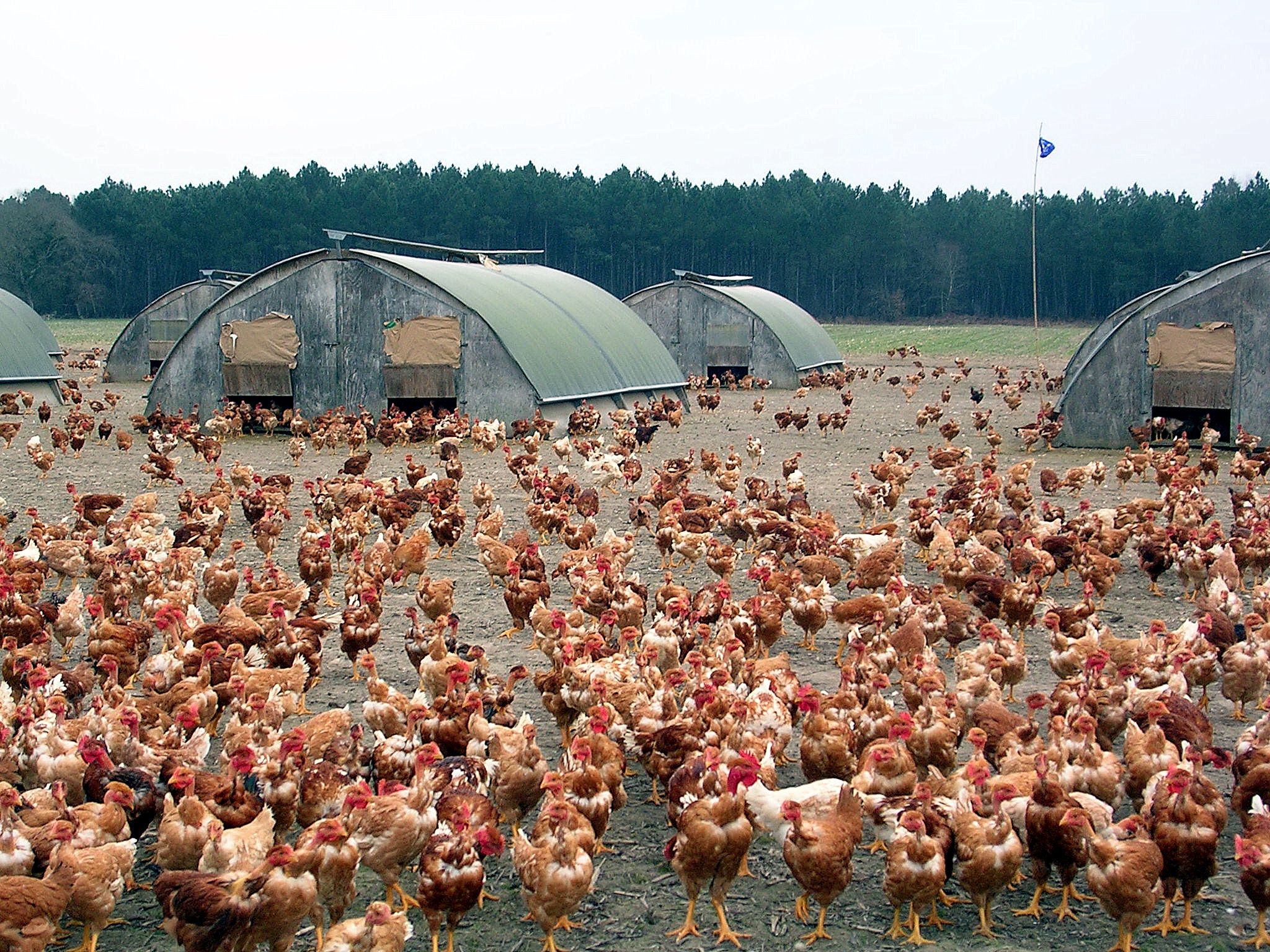
Legehennen in Freilandhaltung

- Stubenküken (franz., engl. poussin), auch Mistkratzerle in Baden bzw. Mistkratzerli in der Schweiz genannt, sind laut Vermarktungsnorm Tiere von weniger als 650 g Schlachtgewicht (gewogen ohne Innereien, Kopf und Füße). Das Fleisch ist sehr zart und leicht gelblich. Es handelt sich ursprünglich um eine norddeutsche Bezeichnung kleiner Hähne mit einem Schlachtgewicht von 300 bis 500 g. Der Name kommt von der früheren bäuerlichen Haltungsform im Wohnbereich („Stube“) zum Schutz der Küken vor Kälte. Die Schlachtung erfolgt typischerweise nach 21 Tagen. Tiere mit einem Gewicht von 650 g bis 750 g dürfen „Stubenküken“ genannt werden, wenn das Schlachtalter 28 Tage nicht überschreitet.[4]
- Hähnchen oder Broiler sind – anders als der Name nahelegt – Hühner beiderlei Geschlechts mit einem Gewicht von 800 bis 1200 g. Die in der heute üblichen Mast eingesetzten Masthybriden sind auf sehr hohe tägliche Zunahmen gezüchtet und erreichen ihr Schlachtgewicht bereits nach 30–40 Tagen; bei langsam wachsenden Rassen (siehe Zweinutzungshuhn), die vor allem in der ökologischen Landwirtschaft eingesetzt werden, nach 72 Tagen. Schwerere und ältere Hähnchen werden auch Masthähnchen oder fälschlich[5] Poularden genannt.
- Poularden sind junge Masthühner, die mit sieben bis zwölf Wochen, also noch vor ihrer Geschlechtsreife, geschlachtet werden. Sie wiegen von 1200 bis über 3500 g. Maispoularden sind schwere (über 1200 g Verkaufsgewicht) Exemplare des Maishuhns. Ein Maishuhn ist ein Huhn, das überwiegend mit Mais gefüttert wurde. Haut und Fleisch der Maishühner sind gelblich.
- Kapaune sind gemästete, kastrierte Hähne mit einem Gewicht von 1500 bis 2000 g. In Deutschland werden sie kaum nachgefragt, sind aber in anderen Ländern aufgrund ihres besonderen Fleischgeschmacks beliebt.
- Legehennen sind Hybridhühner, die speziell auf das Legen von Eiern gezüchtet wurden. Es gibt überwiegend Zuchtlinien, die nur braune oder nur weiße Eier legen.
- Brathähne sind geschlechtsreife männliche Tiere, die im Handel kaum zu bekommen sind. Je älter die Tiere werden, desto zäher wird ihr Fleisch. Die Zubereitung ist entsprechend anspruchsvoll. Der Eigengeschmack ist intensiver als bei jüngeren Tieren und erinnert je nach Rasse an Wild. Ausgewachsene Tiere können 3500 g und mehr wiegen. Aus den Kämmen, Kehllappen, Hoden und weiteren Innereien lässt sich das bereits von Pellegrino Artusi beschriebene traditionelle italienische Gericht Cibreo herstellen.
- Suppenhühner sind meist 12 bis 15 Monate alte Legehennen, sie wiegen zwischen 1000 und 2000 g. Suppenhühner sind besonders aromatisch, müssen aber länger gekocht werden, gebraten ist ihr Fleisch zäh.

### Puten

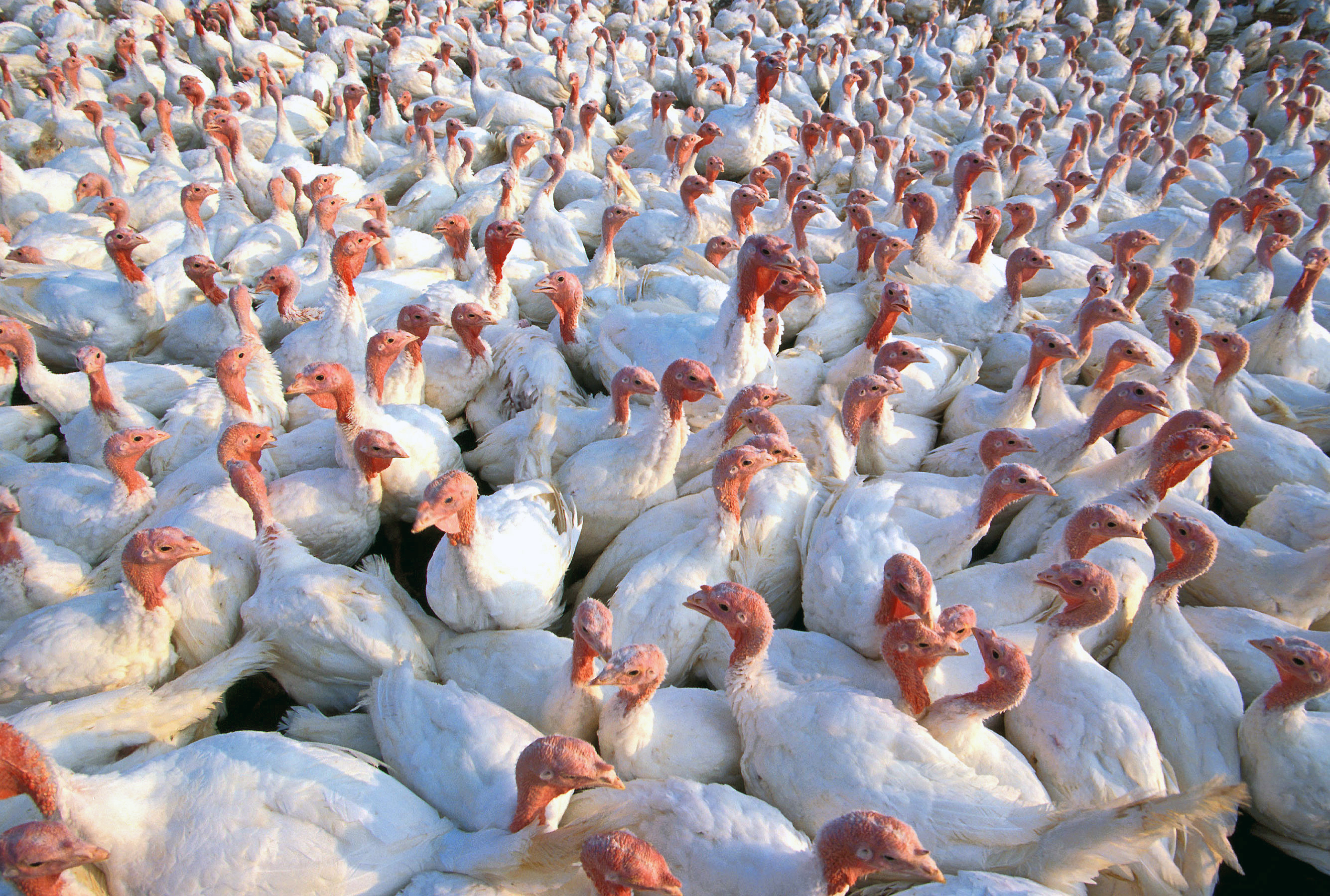
Truthähne

Das Truthuhn wird meistens als Pute, in der Schweiz als Trute bezeichnet.
- Baby-Puten werden Jungtiere von 2000 bis 3000 g genannt. Sie sind weniger aromatisch und saftig als ältere Tiere.
- Junge Puten sind etwa zehn Wochen alt und haben ein Schlachtgewicht von 3000 bis 4000 g.
- Puten oder Truthühner sind 15 bis 20 Wochen alt. Die Weibchen wiegen bis zu 12 kg, die Männchen bis zu 20 kg. Sie werden in Europa vorwiegend zerlegt oder weiterverarbeitet verkauft, in Nordamerika gerne an Thanksgiving am Stück zubereitet.

### Gänse

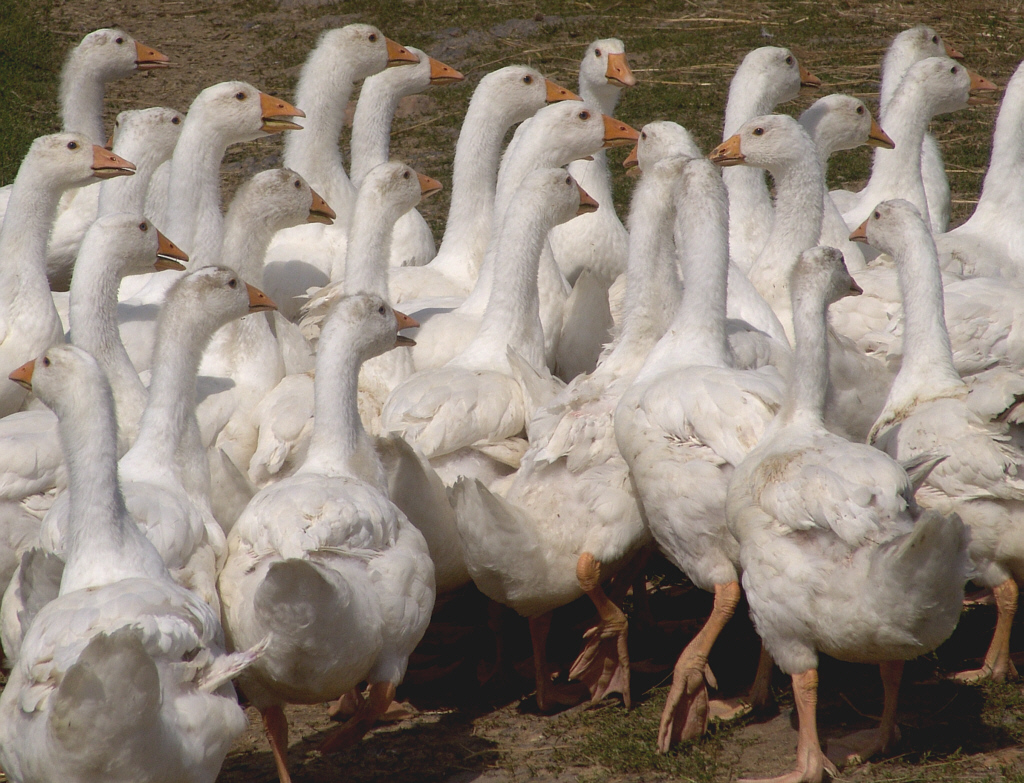
Hausgänse

- Frühmastgänse sind etwa 10 bis 12 Wochen alt und wiegen 2000 bis 3400 g.
- Junge Gänse sind etwa 9 Monate alt und wiegen 4000 bis 6000 g.
- Hafermastgänse können mehr als ein Jahr alt sein, werden aber selten angeboten. Sie wiegen oft über 6000 g.
- Weidegänse werden im Freien gehalten, wo sie sich von Gras, ergänzt um Getreide, ernähren. Dabei wird auf Maisfütterung verzichtet, um eine Fettleber zu vermeiden.

### Enten
| - Hausenten können verschiedenen Rassen angehören. Die verbreitetste ist die Pekingente. Junge Enten werden nach zwei bis drei Monaten geschlachtet (siehe auch Blutente) und wiegen etwa 1500 bis 2000 g. Nach sechs Monaten sind sie geschlechtsreif und wiegen bis zu 3500 g. Hausenten sind unter der Haut ziemlich fett. |
| - Flugenten (Warzenenten) sind magerer und muskulöser als Hausenten. Sie werden im Alter von etwa vier Monaten geschlachtet, die Weibchen wiegen dann rund 3000 g, die Männchen 4000 bis 5000 g. |
| - Mulardenenten stellen einen Gattungshybriden zwischen Warzen- und Pekingenten. Durch den Heterosis-Effekt sind diese Tiere sehr frohwüchsig und weisen hohe Tageszunahmen auf. Obwohl es männliche und weibliche Mulardenenten gibt, sind diese unfruchtbar.                                                                |

### Wildgeflügel
| - Junge Fasane wiegen etwa 700 bis 1300 g. Die Weibchen sind etwas leichter und von zarterem Fleisch. Das Brustbein junger Tiere ist elastisch und noch nicht verknöchert. Fasan sollte vor der Zubereitung drei Tage mit Federn abhängen, um seinen typischen Geschmack zu bekommen. Das Fleisch ist hell und von zartem Wildgeschmack. Die besten Fasane werden von November bis Dezember angeboten.                                                              |
| - Rebhühner sind Wildgeflügel aus der Familie der Fasanenartigen. Sie sind nicht größer als Tauben, haben aber mehr Fleisch an den Schenkeln. Junge Tiere lassen sich an den zitronengelben Läufen und einem dunklen Schnabel erkennen. Das Fleisch ist dunkel und von kräftigem Wildgeschmack. Ältere Tiere mit grauen Läufen sollten geschmort oder zu Suppen verarbeitet werden.                                                                                 |
| - Die aus Afrika stammenden Perlhühner erinnern im Geschmack an Fasan und können ebenso verwendet werden. Obwohl sie gezüchtet sind, gelten sie deshalb als Wildgeflügel. Junge Perlhühner werden im Alter von sechs Wochen mit etwa 600 g geschlachtet und können wie Rebhühner zubereitet werden. In der Regel werden dreimonatige Perlhühner mit einem Gewicht über 1000 g angeboten. Durch seinen sehr geringen Fettgehalt trocknet Perlhuhnfleisch leicht aus. |
| - Wachteln gehören zu den Feldhühnern und sind Zugvögel. Seit Anfang des 20. Jahrhunderts werden sie gezüchtet. Sechs Wochen alte Wachteln wiegen etwa 100 bis 150 g, 40 % davon machen die Brustmuskeln aus. Durch ihr geringes Gewicht und ihren geringen Wasseranteil müssen sie beim Braten vorsichtig behandelt werden. |
| - Der Auerhahn ist das größte europäische Federwild. Das Huhn wiegt bis zu 3 kg, der Hahn bis zu 6 kg, wobei der Hahn wegen seines an Terpentin erinnernden Geschmacks nur von wenigen geschätzt wird. Der Auerhahn ist in Westeuropa weitgehend ausgerottet, in Deutschland steht er auf der Roten Liste und darf nicht gejagt werden. |
| - Das mit dem Auerhuhn nahe verwandte Birkhuhn ist etwas kleiner als das Haushuhn. Auch nach dem Abhängen bleiben die Keulen gewöhnlich zäh – sie werden daher meistens weggeworfen. Das Birkhuhn ist weitgehend geschützt und daher nur sehr selten erhältlich. |

### Anderes Geflügel
| Die angebotenen Tauben sind Zuchtformen der Felsentaube. Sie werden nach etwa vier bis acht Wochen geschlachtet, ihr Gewicht liegt zwischen 350 und 1200 Gramm. Ihr Fleisch ist rötlich und aromatisch, der Geschmack erinnert leicht an Wild. In der industriellen Tierhaltung hat die Taube kaum Bedeutung, weshalb man geschlachtete Tiere fast ausschließlich von Hobbyzüchtern beziehen muss. Wem an einer wirtschaftlichen Rasse gelegen ist, ist mit Brief-, Hubble- und Kingtauben geholfen. Des Weiteren eignen sich insbesondere Rassen aus den Gruppen der Formentauben, Huhntauben und Farbentauben sowie ursprüngliche Kropftauben, sogenannte Bauernkröpfer. |
| Schlachtreife Strauße wiegen 75 bis 100 kg mit einem Fleischanteil von knapp 50 %. Das dunkle Straußenfleisch erinnert in Aussehen und Geschmack an Rindfleisch; es ist sehr fettarm und hat einen nussigen Geschmack. Ober- und Unterkeulenstücke werden nach Zartheitsgrad sortiert und als Filet (sehr zart) und Steak (zart) angeboten. Da der Strauß ein flugunfähiger Laufvogel ist, besitzt er, anders als flugfähiges Geflügel, nur wenig Brustfleisch. |

## Geflügelprodukte
Die Geflügelproduktion erfolgt vor allem zur Gewinnung von tierischem Eiweiß in Form von Fleisch und Eiern (vor allem Hühner-, selten auch Wachtel- und Straußeneier). Genutzt werden auch die Federn einiger Arten (Gänsedaunen, Pfauenfedern, Straußenfedern), beim Strauß auch das Leder. Hühnereier dienen darüber hinaus zur Gewinnung von Impfstoffen.
Geflügelfleisch hat einen niedrigen Fettgehalt im Muskelgewebe und enthält wie andere Fleischarten Protein, Vitamine und Mineralstoffe. Wegen der häufigen Verunreinigung durch Salmonellen und Campylobacter sollte Geflügelfleisch stets durchgegart werden und während der Verarbeitung eine Kreuzkontamination vermieden werden.
Das Gehirn von Enten wurde früher in der Heilkunde verwendet.

### Teilstücke

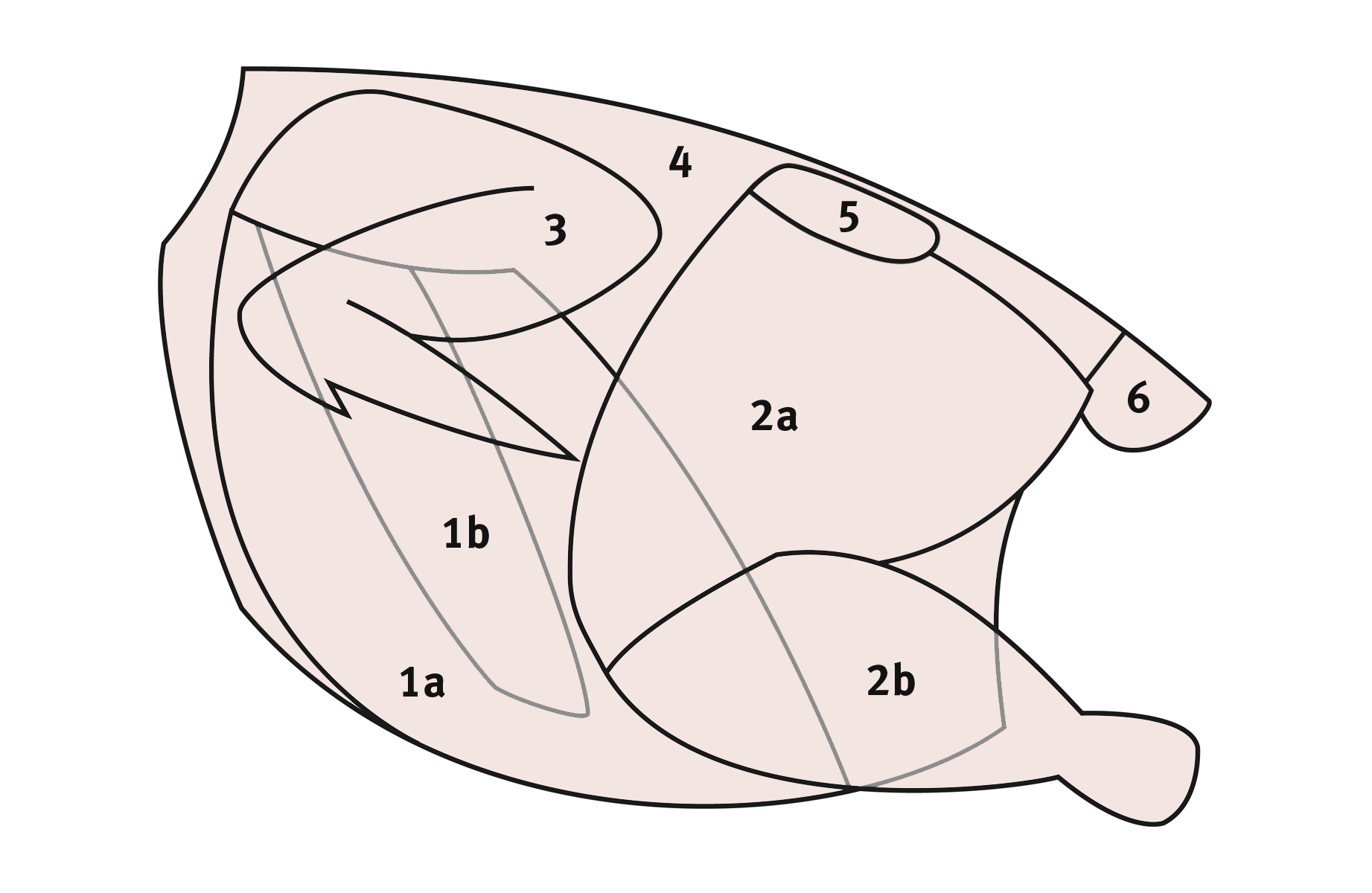
1) Brust, a Außenfilet (Pectoralis), b Innenfilet (Supracoracoideus)
2) Keule, a Oberkeule, b Unterkeule
3) Flügel
4) Rücken
5) Pfaffenschnittchen
6) Bürzel

Da sich die meisten Vogelarten hinsichtlich ihrer Anatomie kaum unterscheiden, erfolgt die Unterteilung bzw. Zerlegung von Geflügel aller Arten weitgehend gleich.
1. Brust: Die Brust- bzw. Flugmuskulatur macht etwa 25 bis 35 Prozent des Gesamtgewichts aus. Unterteilt wird sie in das größere Außenfilet (den Pectoralis, der zum Senken der Flügel dient) und das wesentlich kleinere, zartere Innenfilet (den Supracoracoideus zum Heben der Flügel). Die Brust ist besonders mager und neigt bei längerem Garen zum Trockenwerden.
2. Keule, Schenkel, Schlegel: Die Keule enthält zahlreiche kleinere Muskeln, die durch dünne Fettschichten voneinander getrennt sind. Sie ist aromatischer als die Brust, teils von dunklerer Farbe, und kann länger gegart werden. Bei größerem Geflügel werden Oberkeulen und Unterkeulen auch getrennt angeboten, entbeinte Oberkeulen vom Huhn als „Hähnchensteak“.
3. Flügel: Die Flügel enthalten nur sehr wenig Fleisch; es ähnelt dem der Keulen. Sie werden als Bestandteil des Geflügelkleins angeboten. Besonders in der US-amerikanischen Küche sind gegrillte oder gebratene Hähnchenflügel (Chicken Wings) als Imbiss populär.
4. Rücken: Anders als bei Säugetieren enthält der Rücken von Geflügel kaum Fleisch. Er eignet sich zum Auskochen für Geflügelbrühe und gehört ebenfalls zum Geflügelklein.
5. Pfaffenschnittchen: Die Pfaffenschnittchen liegen paarig auf Höhe der Keulen neben der Wirbelsäule. Ihr Fleisch gilt als besonders hochwertig.
6. Bürzel: Der Bürzel besteht im Wesentlichen aus Fett- und Drüsengewebe. Das Sekret dient den Vögeln zur Gefiederpflege. Kulinarisch ist der Bürzel wertlos, teilweise wird empfohlen, ihn vor der Zubereitung ganzer Tiere zu entfernen, da die Bürzeldrüse einen unangenehm tranigen Geschmack haben kann.
7. Hals (nicht abgebildet): Der Hals enthält um die Wirbelsäule nur wenig Fleisch, das langfaserig, dunkel und aromatisch ist. Er gehört zum Geflügelklein. Traditionell dient die Haut des Gänsehalses als Hülle, um aus gegartem Gänseklein eine Art Kochwurst herzustellen.

### Verbrauch

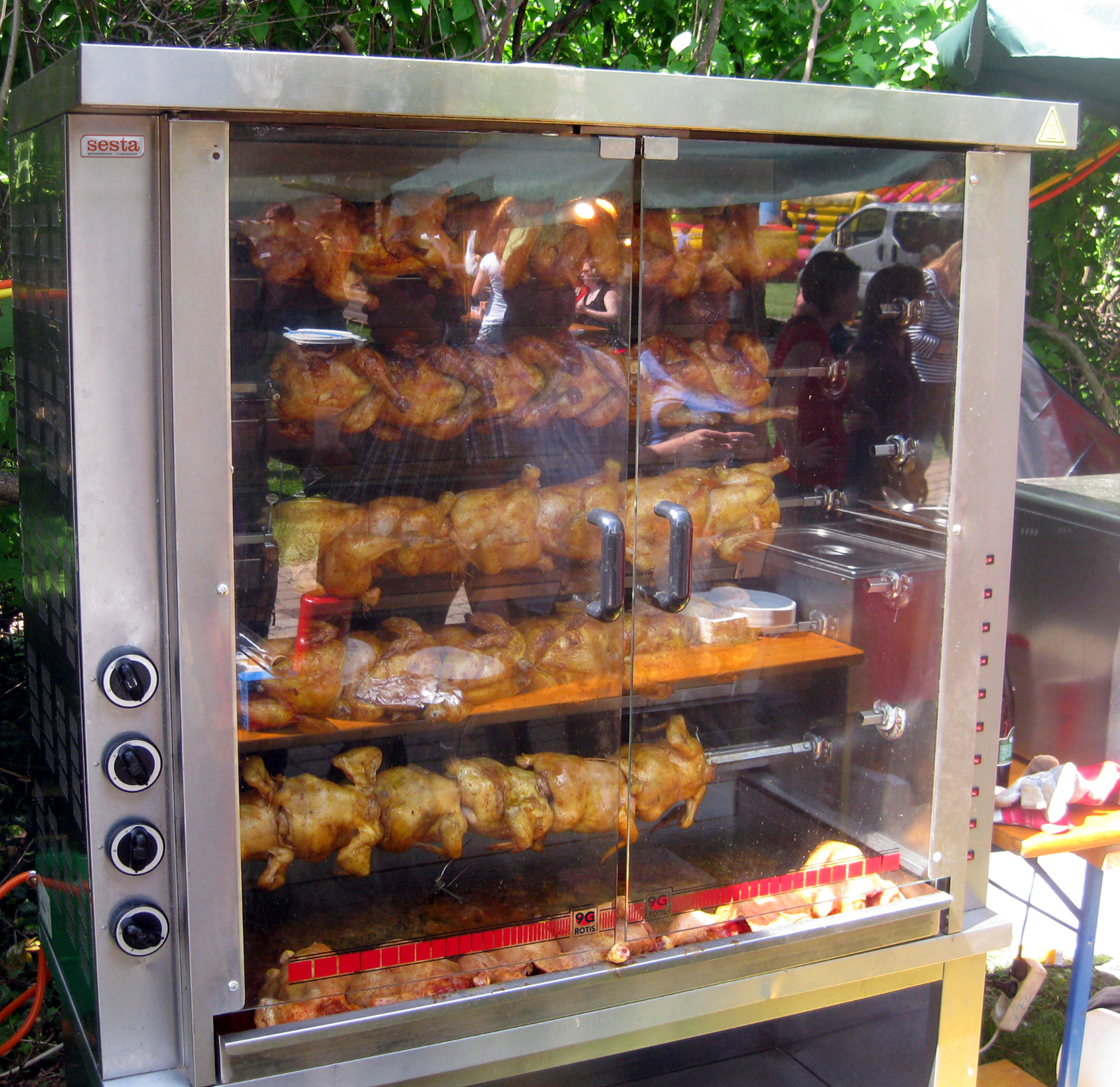
Brathähnchen auf einem Maifest

Rund 20 % des in der EU verzehrten Fleisches ist Geflügelfleisch (jährlicher Pro-Kopf-Verbrauch 2002: 13,3 kg). In Deutschland wurden 2022 pro Kopf 12,7 kg Geflügel verzehrt, bei einem Gesamtfleischverzehr von 52,0 kg.
| Entwicklung des Pro-Kopf-Verbrauchs von Geflügelfleisch in kg in Deutschland | Entwicklung des Pro-Kopf-Verbrauchs von Geflügelfleisch in kg in Deutschland | Entwicklung des Pro-Kopf-Verbrauchs von Geflügelfleisch in kg in Deutschland | Entwicklung des Pro-Kopf-Verbrauchs von Geflügelfleisch in kg in Deutschland | Entwicklung des Pro-Kopf-Verbrauchs von Geflügelfleisch in kg in Deutschland | Entwicklung des Pro-Kopf-Verbrauchs von Geflügelfleisch in kg in Deutschland | Entwicklung des Pro-Kopf-Verbrauchs von Geflügelfleisch in kg in Deutschland | Entwicklung des Pro-Kopf-Verbrauchs von Geflügelfleisch in kg in Deutschland | Entwicklung des Pro-Kopf-Verbrauchs von Geflügelfleisch in kg in Deutschland | Entwicklung des Pro-Kopf-Verbrauchs von Geflügelfleisch in kg in Deutschland | Entwicklung des Pro-Kopf-Verbrauchs von Geflügelfleisch in kg in Deutschland | Entwicklung des Pro-Kopf-Verbrauchs von Geflügelfleisch in kg in Deutschland | Entwicklung des Pro-Kopf-Verbrauchs von Geflügelfleisch in kg in Deutschland | Entwicklung des Pro-Kopf-Verbrauchs von Geflügelfleisch in kg in Deutschland | Entwicklung des Pro-Kopf-Verbrauchs von Geflügelfleisch in kg in Deutschland | Entwicklung des Pro-Kopf-Verbrauchs von Geflügelfleisch in kg in Deutschland | Entwicklung des Pro-Kopf-Verbrauchs von Geflügelfleisch in kg in Deutschland | Entwicklung des Pro-Kopf-Verbrauchs von Geflügelfleisch in kg in Deutschland | Entwicklung des Pro-Kopf-Verbrauchs von Geflügelfleisch in kg in Deutschland | Entwicklung des Pro-Kopf-Verbrauchs von Geflügelfleisch in kg in Deutschland | Entwicklung des Pro-Kopf-Verbrauchs von Geflügelfleisch in kg in Deutschland | Entwicklung des Pro-Kopf-Verbrauchs von Geflügelfleisch in kg in Deutschland | Entwicklung des Pro-Kopf-Verbrauchs von Geflügelfleisch in kg in Deutschland | Entwicklung des Pro-Kopf-Verbrauchs von Geflügelfleisch in kg in Deutschland |
| ---------------------------------------------------------------------------- | ---------------------------------------------------------------------------- | ---------------------------------------------------------------------------- | ---------------------------------------------------------------------------- | ---------------------------------------------------------------------------- | ---------------------------------------------------------------------------- | ---------------------------------------------------------------------------- | ---------------------------------------------------------------------------- | ---------------------------------------------------------------------------- | ---------------------------------------------------------------------------- | ---------------------------------------------------------------------------- | ---------------------------------------------------------------------------- | ---------------------------------------------------------------------------- | ---------------------------------------------------------------------------- | ---------------------------------------------------------------------------- | ---------------------------------------------------------------------------- | ---------------------------------------------------------------------------- | ---------------------------------------------------------------------------- | ---------------------------------------------------------------------------- | ---------------------------------------------------------------------------- | ---------------------------------------------------------------------------- | ---------------------------------------------------------------------------- | ---------------------------------------------------------------------------- | ---------------------------------------------------------------------------- |
| 1999                                                                         | 2000                                                                         | 2001                                                                         | 2002                                                                         | 2003                                                                         | 2004                                                                         | 2005                                                                         | 2006                                                                         | 2007                                                                         | 2008                                                                         | 2009                                                                         | 2010                                                                         | 2011                                                                         | 2012                                                                         | 2013                                                                         | 2014                                                                         | 2015                                                                         | 2016                                                                         | 2017                                                                         | 2018                                                                         | 2019                                                                         | 2020                                                                         | 2021                                                                         | 2022                                                                         |
| 9,1                                                                          | 9,5                                                                          | 10,8                                                                         | 10,4                                                                         | 10,5                                                                         | 10,5                                                                         | 10,4                                                                         | 10,0                                                                         | 10,6                                                                         | 10,9                                                                         | 11,2                                                                         | 11,1                                                                         | 11,3                                                                         | 11,3                                                                         | 11,5                                                                         | 11,4                                                                         | 12,0                                                                         | 12,4                                                                         | 12,4                                                                         | 13,2                                                                         | 13,1                                                                         | 13,3                                                                         | 13,1                                                                         | 12,7 (vorläufig)                                                             |
| (Quelle: Deutscher Fleischerverband)                                         | (Quelle: Deutscher Fleischerverband)                                         | (Quelle: Deutscher Fleischerverband)                                         | (Quelle: Deutscher Fleischerverband)                                         | (Quelle: Bundesverband der Deutschen Fleischwarenindustrie e. V.)            | (Quelle: Bundesverband der Deutschen Fleischwarenindustrie e. V.)            | (Quelle: Bundesverband der Deutschen Fleischwarenindustrie e. V.)            | (Quelle: Bundesverband der Deutschen Fleischwarenindustrie e. V.)            | (Quelle: Bundesverband der Deutschen Fleischwarenindustrie e. V.)            | (Quelle: Bundesverband der Deutschen Fleischwarenindustrie e. V.)            | (Quelle: Bundesverband der Deutschen Fleischwarenindustrie e. V.)            | (Quelle: Bundesverband der Deutschen Fleischwarenindustrie e. V.)            | (Quelle: Bundesverband der Deutschen Fleischwarenindustrie e. V.)            | (Quelle: Bundesverband der Deutschen Fleischwarenindustrie e. V.)            | (Quelle: Bundesverband der Deutschen Fleischwarenindustrie e. V.)            | (Quelle: Bundesverband der Deutschen Fleischwarenindustrie e. V.)            | (Quelle: Bundesverband der Deutschen Fleischwarenindustrie e. V.)            | (Quelle: Bundesverband der Deutschen Fleischwarenindustrie e. V.)            | (Quelle: Bundesverband der Deutschen Fleischwarenindustrie e. V.)            | (Quelle: Bundesverband der Deutschen Fleischwarenindustrie e. V.)            | (Quelle: Bundesverband der Deutschen Fleischwarenindustrie e. V.)            | (Quelle: Bundesverband der Deutschen Fleischwarenindustrie e. V.)            | (Quelle: Bundesverband der Deutschen Fleischwarenindustrie e. V.)            | (Quelle: Bundesverband der Deutschen Fleischwarenindustrie e. V.)            |